# Claudius Šatana

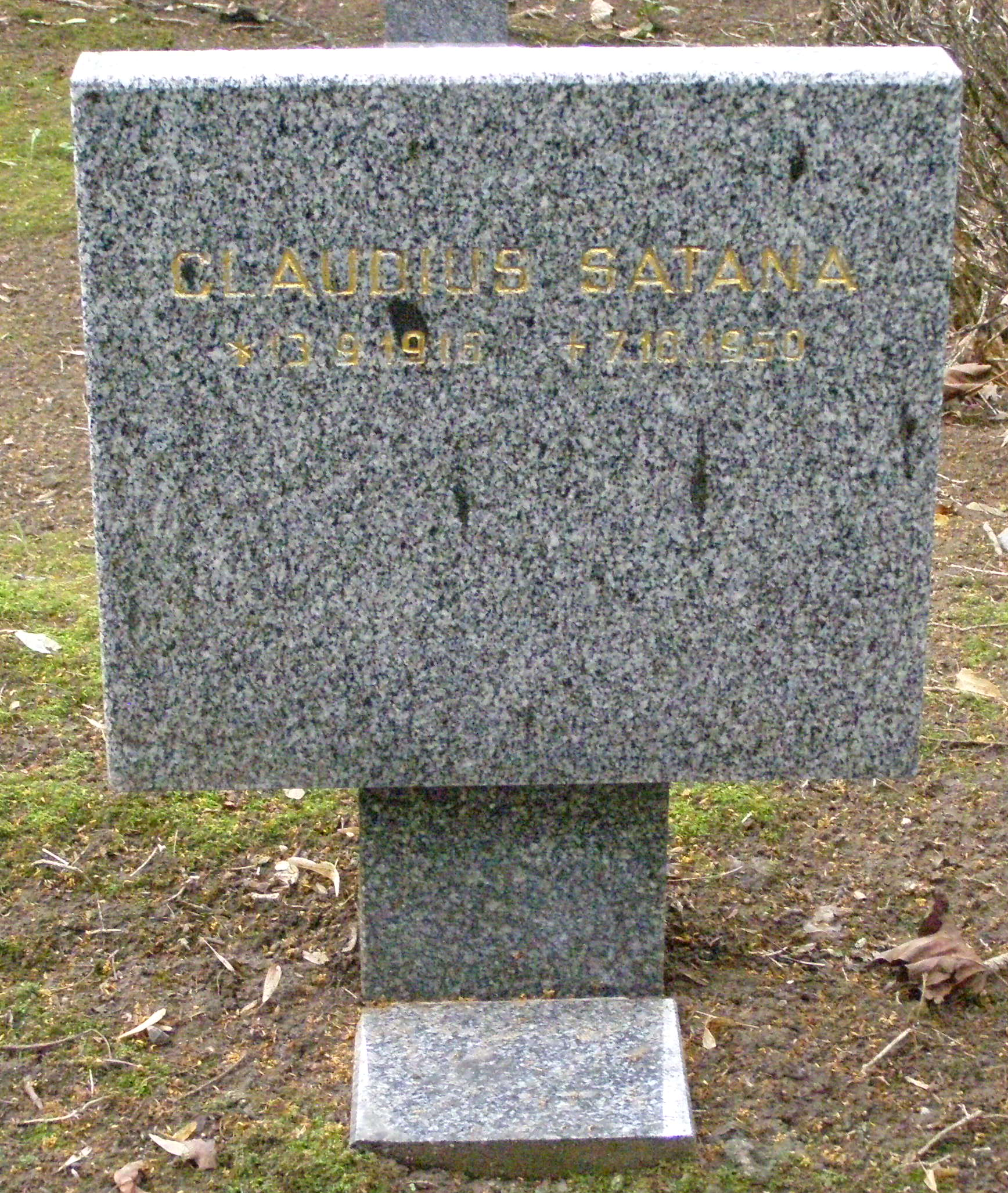
Symbolický hrob na Čestném pohřebišti popravených a umučených z padesátých let (III. odboj) na Ďáblickém hřbitově v Praze

Claudius Šatana (13. září 1916 Kroměříž – 7. října 1950 Věznice Pankrác) byl český voják odsouzený v politickém procesu komunistickým režimem k trestu smrti a v roce 1950 popraven.

## Životopis
Narodil se v roce 1916 v Kroměříži. Jeho otec byl štábní šikovatel Claudius, matka jeho žena Hedvika. Měl rovněž bratra Oldřicha. Byl dvakrát ženatý, poprvé se svou ženou Helenou, později s anglickou občankou Joanou Roma Ostler. Po absolvování reálného gymnázia v roce 1935 nastoupil v říjnu téhož roku základní vojenskou službu. Do června 1936 byl poté studentem školy pro důstojníky dělostřelectva v záloze. V Hranicích na Moravě poté studoval na Vojenské akademii. Na ní nabyl hodnost poručíka. Do května 1939 poté působil u 6. eskadrony dragounského pluku 6, přičemž byl velitelem 4. čety. Po okupaci Československa nacisty byl ve funkci donucen skončit. Poté pracoval jako úředník Nejvyššího cenového úřadu.

### Druhá světová válka
Po začátku druhé světové války emigroval v lednu 1940 z území Protektorátu do Francie. V březnu 1940 se dostal do uprchlického tábora ve městě Agde. Posléze začal působit u čety SPO. V červenci 1940 byl po kapitulaci Francie převezen do Velké Británie. Působil rovněž v Africe. Poté se stal v září 1944 členem 1. československého armádního sboru, kde byl přednostou 4. oddělení štábního sboru. Od října 1944 působil v hodnosti kapitána. Při osvobozování Československa se zúčastnil těžkých bojů u Dukelského průsmyku a od prosince 1944 se stal členem 1. československého náhradního pluku. Za své počínání během války mu bylo uděleno několik vojenských vyznamenání.

### Po válce
V československé armádě poté působil i po konci války. Od roku 1945 působil jako pobočník velitele tankového vojska u Hlavního štábu MNO. V roce 1946 začal působit u tankové brigády 21 v Žatci. Pokusil se o své vyslání do zahraničí, ovšem pro „politickou nevyhraněnost“ a nadměrné pití alkoholu mu to nebylo umožněno. Byl přitom v kontaktu s řadou vysoce postavených důstojníků. V roce 1946 se seznámil s podplukovníkem americké armády Thomasem Footem. V kontaktu byl rovněž s plukovníkem 5. oddělení Hlavního štábu Richardem Mysíkem, přičemž Šatana se snažil stát členem tohoto pluku. Od dubna 1947 působil jako překladatel ve VTÚ v Praze, neboť hovořil několika cizími jazyky.

### Po únoru 1948
V říjnu 1948 byl povýšen do hodnosti majora. O měsíc později se stal členem KSČ. V říjnu 1949 byl z armády propuštěn, přičemž důvodem tohoto kroku ze strany jeho nadřízených měla být zcela vykonstruovaná obvinění ze strany komunistů, kteří se chopili moci o rok dříve. Ještě téhož měsíce byl poté zadržen a vzat do vazby, v níž byl poté mučen. Státní bezpečnost jej přitom vinila z předávání tajných zpráv právě podplukovníku Footovi. Jejich obsahem měly být informace o rozmístění vojsk a zkouškách zbraní. Ve skutečnosti byla situace zcela opačná a Šatana naopak předával informace o Footovi až do svého zatčení Státní bezpečnosti. V květnu 1950 byl pak v politickém procesu odsouzen za trestné činy velezrady a vyzvědačství k trestu smrti. Podle pozdějších šetření tak byl odstraněn hlavně jako nepohodlná osoba. Po neúspěšném odvolání k Nejvyššímu soudu byl popraven v říjnu 1950.

#### Rehabilitace
Rehabilitován byl v roce 1964. Po sametové revoluci mu byla navrácena hodnost majora a in memoriam byl povýšen do hodnosti plukovníka. V pražských Dejvicích je na pamětní desce obětí komunismu uvedeno i jeho jméno.